# Lago Lubie
Il lago Lubie è un lago della Polonia.